# Isao Okano
Isao Okano (岡野功, Okano Isao) né le 20 janvier 1944 à Ryūgasaki dans la préfecture d'Ibaraki, est un judoka japonais. Combattant dans la catégorie des moins de 80 kilos, il remporte les Jeux olympiques d'été de 1964 à Tōkyō et les Championnats du monde de Rio de Janeiro l'année suivante. En 1967, et 1969, il gagne les Championnats du Japon toutes catégories, c'est le plus léger judoka de l'histoire à avoir remporté cette épreuve.